# Péntek Orsolya
Péntek Orsolya író, képzőművész.

## Életrajz
Gyerekkora óta festőnek készült, négyéves korától tanult rajzolni, hivatalos képzésben 11 éves korától 23 éves koráig részesült. Gyerekkora óta a kora középkori és az olasz kora reneszánsz, a metafizikai festőművészet – elsősorban Giorgio de Chirico –, és az olasz futurista művészek által felvetett festészeti kérdések izgatják. Mesterei közül a legfontosabbnak Szentgyörgyi József festőművész (1940–2014) hatását tartja, de erősen hatott rá Gyarmathy Tihamér és Hantai Simon festészete is.
Korai képeit megsemmisítette. Csoportos kiállításokon már a kilencvenes évek közepén részt vett, ám végül magyar–történelem szakon diplomázott az ELTE-n 1999-ben. Történész hallgatóként elsősorban a jelképtörténet, valamint a magyar és észak-olasz kora középkor és reneszánsz képi kultúrája, szellemtörténete foglalkoztatta.
Ebben az évben prózaíróként és költőként debütált a Lyukasóra című folyóiratban. 2001-ben a Polisz szerkesztősége 1980 című verséért neki ítélte a Polisz-díjat. 2002-ben a Fekete Zongora kiadónál jelent meg verseskötete Az őszön egy rőtbarna komondor borongol keresztül címmel. 2003-tól novellasorozatot közölt a Magyar Nemzet hétvégi Magazinjában, a 2006-ig futó sorozatból végül olyan regénnyé összeálló novellaciklus született, amely a későbbi prózai munkáival együtt folyamatosan íródó regényuniverzum első darabja: mind a novellák, mind a regények egy hatalmas mű mozaikjai.
Első regénye a Kalligram Kiadónál jött ki Az Andalúz lányai címmel 2014-ben. A kötet egy olasz–horvát–német–magyar monarchiás család történetét meséli el a család múltjába visszakalandozva, a nyolcvanas évektől a kétezres évekig. A kötet egy trilógia első része. A második rész 2017-ben jelent meg Dorka könyve címmel, szintén a Kalligramnál. A harmadik rész, amelyben a hatvanas évektől az ezredfordulóig jutunk el, Hóesés Rómában címmel jelent meg 2020-ban. Legutóbbi kötetet Vénusz jegyében - Pécs regénye címmel jelent meg a Kalligramnál.
Az írásnak szentelt másfél évtized után 2015 februárjában kezdett ismét festeni.
Célja egy olyan művészi világ megalkotása, amelyben a különféle prózai munkákból összeálló gigantikus szöveguniverzum és a képzőművészeti munkák egy része egy struktúrát alkot.
A Velence sorozatban a város színeit, fényeit, vízrétegeit és időrétegeit bontja fel, és építi össze egy állandóan változó látvánnyá, metaképpé, míg a Tarot sorozatban a 22 kártyalaphoz kötődő társadalmi szerepek, tudatállapotok jelennek meg mint absztrakt színnyelvi jelek. A 22 lap mindegyikéből több festmény is készül a lapok (betűk, szerepek) egyes aspektusait figyelembe véve, és kapcsolódik hozzá egy interaktív kiállításmodell is.
A Tarot képek 22 képből álló sorozatát az Esernyős Galériában rendezett egyéni kiállításán építette össze egy hatalmas, 3,5 méterszer 2,1 méteres kompozícióvá 2021 őszén.
Legújabb sorozata, az Elemek a különféle kultúrák elemtanából indul ki.
Kultúrtörténészi pálya:
2006 óta foglalkozik fotográfiatörténettel, 2018-ban a Látóhatár kiadónál jelent meg A magyar fotó 1840-1989 című kötete.
Írt várostörténeti sorozatot Óbuda történetéről, több esszét és tanulmányt jegyez női művészek életéről és pályájáról (Kosáryné Réz Lola, Rudnóy Teréz, Lesznai Anna, Kövesházi Kalmár Elza, Kádár Erzsébet).

## Díjak
- 2020-ban elnyerte a Litera-díjat A földnek nincs szíve című novellájával
- Békés Pál-díj (2023)[1]

## Egyéni kiállítások
2024 San Polo, Velence, Újbuda Galéria, Budapest
2023 Tarot, Kis Présház, Budapest
2023 Elemek, Karinthy Szalon, Budapest
2022 Kollázsok, E 10 Galéria, Budapest
2021 Tarot, Esernyős Galéria, Budapest, Óbuda
2019 Tarot, RS9 színház, Budapest
2018 Sotoportego, A Magyar Építőművészek Székházának Kós Károly terme, Budapest
2017 Cannaregio, RS9 Színház, Budapest
2017 Akvarellek, Libella kávézó, Budapest
2017 Zöld, Nyitott műhely, Budapest
Csoportos kiállítások
2024 Álmatlanság, Zikkurat Galéria, Budapest 
2019 május Trimurti, Ferencvárosi Művelődési Központ, Szolnoki Csanya Zsolttal és Kunhegyesi Ferenccel
2019 május Áramlat, Zichy major, Budaörs

## Művei
- Az őszön egy rőtbarna komondor borongol keresztül, versek (Fekete Zongora, 2002)
- Az Andalúz lányai, regény (Kalligram, 2014)
- Dorka könyve, regény (Kalligram, 2017)
- A magyar fotó 1840-1989 , fotográfiatörténet (Látóhatár, 2018)
- Hóesés Rómában, regény (Kalligram, 2020)
- Vénusz jegyében - Pécs regénye (Kalligram, 2022)
- Az Andalúz lányai, regény, második kiadás (Kalligram, 2024)